# Qena
Pour l’article homonyme, voir Gouvernorat de Qena.
Pour l’article ayant un titre homophone, voir Quena.
Qena ou Kénèh (arabe : قنا) est une ville de Haute-Égypte, chef-lieu du gouvernorat de Qena. Située à une soixantaine de kilomètres au nord de Louxor sur la rive droite du Nil, on y passe en allant vers la mer Rouge ou vers Dendérah.
Qena est un nœud ferroviaire entre la ligne Nord-Sud (du Caire à Assouan) et vers l'Est (vers la mer Rouge).
Sa population en 2006 est de 171 275 habitants. Elle se modernise de plus en plus, devenant l'une des plus grandes villes du sud égyptien.
Qena était réputée pour sa fabrication de pots et de bouteilles d'eau, l'argile pour la fabrication étant obtenu à partir d'une vallée au nord de Qena. La poterie est ensuite acheminée en bateau par le Nil dans toute l'Égypte.
Qena est aussi connue pour le commerce de grains et de dattes avec l'Arabie, par l'intermédiaire de Bérénice sur la mer Rouge. La route de Bérénice est très fréquentée durant l'époque gréco-romaine ; elle traverse la vallée du Ouadi Hammamat, célèbre pour ses anciennes carrières et mines d'or.
C'est aussi un centre industriel, et le gouvernement égyptien souhaite la création de nouvelles entreprises à Qena en particulier des industries à forte intensité de main-d'œuvre. Le groupe égyptien Misr Cement Qena examine la possibilité d'y construire une usine de papier kraft et une ligne de production de gravier servant dans la production de mortier.
Le gouvernorat de Qena est un concentré de sites archéologiques car, outre Louxor, Karnak et Dendérah, il comprend en outre les sites d'Apollinopolis, Diospolis Parva, Esna, Gebelein, Hermonthis, Coptos, Latopolis, Tôd, etc.
La ville est bâtie sur le site de l'antique Caene ou Caenepolis, appelé ainsi par les Grecs en distinction de Coptos, et dont un certain nombre de ruines subsistent.
La ville possède également un patrimoine islamique et une célèbre mosquée : Abd-el-Rahim s'est installé à Qena à son retour de La Mecque et y a fondé un centre soufi ; à sa mort, en 1195, la mosquée a été construite au-dessus de sa tombe et Qena est devenue un lieu de pèlerinage pour les Musulmans en Égypte.
Un nouveau musée de la Préhistoire est prévu, qui abritera des pièces venant de la vallée du Nil, du Fayoum et des Oasis de Siwa et Kharga.
Elle devint un point stratégique lors de la Seconde Guerre mondiale, car elle se trouve au débouché de la route venant de Qosseyr sur la mer Rouge, au travers des montagnes.

## Personnalités
- Mona Makram-Ebeid (1943-), femme politique, y est née.
- Mansour el-Issaoui (1937-2023), homme politique égyptien, y est né.